# 雄甾酮
雄酮 （英語：androsterone，3α-hydroxy-5α-androstan-17-one），也称为“雄甾酮”，是具有较低雄激素活性的类固醇荷尔蒙。雄酮是肝脏中制造的睾固酮代谢物， 它的3-β异构体是表雄酮，5-β异构体是本胆烷醇酮，3β,5β-异构体是表本胆烷醇酮。